# Zenon Uryga
Zenon Uryga (ur. 4 października 1934 w Staroniwie, zm. 1 sierpnia 2024) – polski polonista, profesor i rektor Wyższej Szkoły Pedagogicznej im. Komisji Edukacji Narodowej w Krakowie w latach 1990–1993.

## Życiorys
Studia pierwszego stopnia ukończył na WSP w Krakowie w latach 1951–1954. W latach 1954–1957 pracował jako nauczyciel w Państwowym Ośrodku Wychowawczym w Szklarskiej Porębie, w którym przebywały dzieci koreańskie objęte opieką z racji wojny. Uczył też w liceum w Lubomierzu. Doktoryzował się w 1967 na podstawie rozprawy o twórczości Antoniego Sygietyńskiego napisanej pod kierunkiem prof. Jana Nowakowskiego. Habilitował się w 1978.
Od 1 października 1980 działał w Niezależnym Samorządnym Związku Zawodowym „Solidarność” na WSP jako zastępca przewodniczącej, którą była Maria Baster. Był aktywny w Komitecie Obywatelskim w latach 1988–1990 podczas transformacji ustrojowej. Tytuł profesora otrzymał w 1992. Stanowisko profesora zwyczajnego zajmował od 1998.
Na emeryturę przeszedł w 2005. W 2001 został członkiem Komisji ds. Podręczników szkolnych PAU. Wszedł w skład Komisji Historycznoliterackiej PAN.
Zajmował się przede wszystkim dydaktyką literatury polskiej. Był autorem lub współautorem (obok między innymi Bolesława Farona i Stanisława Burkota) artykułów z zakresu metodyki nauczania. Wydał między innymi książkę Godziny polskiego: z zagadnień kształcenia literackiego (1996).
W 1976 został odznaczony Złotym Krzyżem Zasługi, w 1980 Medalem Komisji Edukacji Narodowej w 2003 Krzyżem Oficerskim Orderu Odrodzenia Polski. 8 sierpnia 2024 pochowany został na  Cmentarzu Bronowickim.